# Gustav Adolph d'Arien
Gustav Adolph d'Arien, född 17 september 1822 i Hamburg, var en svensk cellist.

## Biografi
Gustav Adolph d'Arien föddes 17 september 1822 i Hamburg. Hans pappa arbetade som handlare. d'Arien var elev till Friedrich August Kummer. Han anställdes den 1 september 1855 som cellist vid Kungliga hovkapellet i Stockholm.